# Hospital Universitario de Canarias
El Hospital Universitario de Canarias (HUC), es un centro hospitalario público de alcance general que, junto con el Hospital Universitario Nuestra Señora de Candelaria, constituyen los dos hospitales principales (tercer nivel) de la isla de Tenerife (Canarias, España). Fundado en el año 1971 bajo la denominación de Hospital General y Clínico de Tenerife, está ubicado en La Cuesta, dentro del municipio de San Cristóbal de La Laguna, ocupando una superficie construida de 71 000 m², próxima a la Autopista del Norte de Tenerife. Con un total de 2.534 profesionales, está orientado a la asistencia médica de la zona norte de Tenerife, y es hospital de referencia para la isla de La Palma.
El Complejo Hospitalario Universitario de Canarias, está formado por el Hospital Universitario de Canarias, el Hospital del Norte de Tenerife y el Hospital Psiquiátrico de Tenerife. Es junto al ya citado Hospital Universitario Nuestra Señora de Candelaria, un hospital de referencia en algunas especialidades para toda Canarias e incluso España. El Hospital Universitario de Canarias fue además, el primer centro hospitalario de Canarias en ostentar la categoría de Hospital Universitario, de ahí su denominación. El hospital cuenta con un aula para la planta de pediatría, para atender a los niños hospitalizados de media y larga estancia. La maestra está nombrada por la Consejería de Educación. 
Además, por sus características estructurales y tecnológicas y en función de las necesidades que de él se demandan, están acreditados como de referencia para la especialidad de Trasplante Renal y Cirugía Cardíaca para la provincia de Santa Cruz de Tenerife, Unidad de Reproducción Humana para todas las islas menos para Gran Canaria y centro de referencia de Canarias para el Trasplante Reno pancreático, de Donante Vivo, Hospitalización de Trastornos Alimenticios, la Unidad Médico Quirúrgica de Epilepsia Refractaria y la Radiocirugía. Es, a su vez, centro de referencia del Sistema Nacional de Salud para el trasplante de páncreas. El Hospital Universitario de Canarias cuenta con:
- 655 camas de las que 52 son camas de Hospital de día y de menos de 24 horas.
- 110 locales de consulta externa y áreas de procedimiento de diagnóstico y terapéutica.
- 9 puestos de atención de urgencias.
- 14 quirófanos.
- 16 salas de diagnóstico por imagen.

## Cronología sanitaria de Tenerife
Los cuidados de la salud se iniciaron en Tenerife en el propio período de la conquista, ya que las cuadrillas castellanas bajo las órdenes de Fernández de Lugo precisaron de atención sanitaria como consecuencia de los procesos traumáticos que produjo la guerra, e incluso de las enfermedades que surgieron en el transcurso de la misma.
Posteriormente, en los Acuerdos del Cabildo de Tenerife y también en las Actas Capitulares de 1497 del Ayuntamiento de La Laguna, se encuentran diferentes reseñas acerca de la contratación de los servicios de distintos profesionales del oficio, médicos, cirujanos, físicos o boticarios, entre otros.
No es hasta el año 1507 cuando irrumpen los primeros centros sanitarios y hospitalarios en la isla. En ese sentido se pueden citar el Hospital de Santa María de la Misericordia, el Hospital de La Antigua o de San Agustín y el Hospital de San Sebastián, todos ellos emplazados en la ciudad de La Laguna. Luego, en el año 1515 se suma a los anteriores el Hospital de Nuestra Señora de los Dolores. A principios del siglo XVI se estableció en La Orotava el Hospital de la Santísima Trinidad, mientras que en el ecuador de ese mismo siglo se fundaron los Hospitales de la Concepción de Icod y Garachico. La creación del primer hospital en Santa Cruz de Tenerife no llegaría hasta dos siglos más tarde, cuando se levantó el Hospital de Nuestra Señora de los Desamparados en el año 1745. Este hospital daría paso con el tiempo al antiguo Hospital Civil. Después, en 1777 se construyó en el actual Palacio de la Capitanía General de Canarias, de la Plaza Weyler, el Hospital Militar, y en 1784 el Hospicio de San Carlos, en la parcela que posteriormente ocuparía el cuartel militar. En el año 1842 se instituyó la Casa de Misericordia, mientras que en 1849 surgió la Casa de Huérfanos y Desamparados. 
Desde ese momento no se puede hablar de nuevos centros hospitalarios hasta la segunda mitad del siglo XX, cuando los avances económicos, las nuevas tecnologías, y un largo etcétera de factores hacen que se inauguren en Tenerife dos grandes hospitales de tercer nivel como son el Hospital Universitario Nuestra Señora de Candelaria (creado en 1966) y el mismo Hospital Universitario de Canarias (1971)

## Servicios y especialidades
| - Farmacia Hospitalaria - Cardiología - Dermatología - Digestivo - Endocrinología - Extracción de Sangre - Hematología Clínica - Hospital de día de Hematología - Medicina Interna - Nefrología - Riñón y Vías Urinarias - Diálisis - Neumología - Hospital de día General - Hospital de día de Infecciosos - Oncología médica - Hospital de día de Oncología - Neurología - Neurocirugía - Neurofisiología | - Oftalmología - Otorrinolaringología - Logopedia - Psiquiatría - Psicología Clínica - Reumatología - Cirugía General - Cirugía Cardiovascular - Cirugía Oral, Maxilofacial y Estomatología - Cirugía Mayor Ambulatoria - Cirugía Plástica - Cirugía Torácica - Angiología y Cirugía Vascular - Anestesiología - Urología - Ginecología - Obstetricia - Reproducción Humana - Fisiopatología Fetal - Suelo Pélvico | - Atención Infantil - Pediatría - Traumatología - Rehabilitación - Ortopedia - Reumatología - Servicio de Urgencias - Unidad de Cuidados Paliativos - Unidad de Cuidados Intensivos - Radiología - Radioterapia - Medicina Nuclear - Farmacología clínica - Física Médica - Microbiología - Anatomía Patológica - Medicina Preventiva - Aulas de Educación Sanitaria |

## Accesos
Las opciones de acceso al Hospital Universitario de Canarias son mediante la Carretera General La Cuesta-Taco o a través de la Autopista TF-5. Asimismo, en relación con el transporte público, cuenta con dos paradas de autobús en cada una de las dos vías anteriormente señaladas. Las líneas 1 y 2 del tranvía tienen parada homónima en el hospital. También cuenta con parada de taxi.

## Unidad Mixta de Investigación
Aparte de su compromiso asistencial, el hospital desarrolla labores en el campo de la investigación. Desde hace más de una década el Hospital Universitario de Canarias y la Universidad de La Laguna (Facultad de Medicina) fueron acreditados por parte del Ministerio de Sanidad y Consumo de España (Instituto de Salud Carlos III) para la creación de una Unidad Mixta de Investigación.
El equipo está formado por profesores universitarios, e investigadores básicos de la Facultad de Medicina, en total, 174 investigadores (45% asistenciales) y 24 becarios, cuyo trabajo es gestionado a través de la Fundación Canaria Rafael Clavijo para la Investigación Biomédica, cuyos órganos de gobierno son mixtos entre el Hospital Universitario de Canarias y la Universidad de La Laguna.
El plan estratégico de esta unidad lo integran tres grandes áreas:
- Área de Biología Molecular y Celular
- Área de Neurociencias
- Área de Investigación Médica Aplicada

Entre las líneas prioritarias de investigación se encuentran las siguientes: patología molecular de las enfermedades raras, enfermedades neurodegenerativas, inestabilidad genómica y cáncer, epidemiología del cáncer colorrectal, respuesta inflamatoria en las enfermedades reumáticas, infecciones nosocomiales y comunitarias, y fisiopatología y prevención de las complicaciones del trasplante renal.

## Ampliación

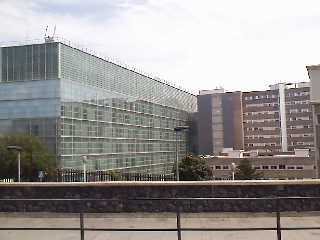
Ampliación del hospital.

El Hospital y sus inmediaciones se encuentran actualmente inmersos en labores de remodelación y ampliación enmarcadas bajo el Plan Director de Obras. Sin ir más lejos, el nuevo edificio de actividades ambulatorias se encuentra ya en pie a la espera de incorporar la dotación inmobiliaria oportuna que permita su inauguración. Tras la conclusión de este plan dividido en tres fases, el Hospital Universitario de Canarias contará con:
- 135.000 m² de superficie construida.
- 809 camas.
- 142 camas de hospital de día y camas de menos de 24 horas.
- 214 locales de consulta externa y áreas de procedimiento diagnóstico y terapéutico.
- 23 puestos de atención de urgencias.
- 22 quirófanos.
- 23 salas de diagnóstico por imagen.